# HD66019
HD66019 — хімічно пекулярна зоря спектрального класу A2, що має видиму зоряну величину в смузі V приблизно  7,2.
Вона  розташована на відстані близько 481,1 світлових років від Сонця.